# Marc Marcangeli
Pour les articles homonymes, voir Marcangeli.
Marc Marcangeli, né le 6 mars 1939 à Ajaccio (Corse) et mort le 20 novembre 2005 à Rivière-Saas-et-Gourby (Landes), est un homme politique français actif en Corse.

## Biographie
Médecin de prison, membre du Comité central bonapartiste, Marc Marcangeli est élu maire d'Ajaccio en mars 1994, où il succède à son oncle Charles Ornano, décédé. Démissionnaire en juillet 2000, il est cependant réélu lors des municipales anticipées du mois de septembre, avant d'être battu aux municipales de mars 2001 par le candidat de gauche Simon Renucci. Il conserve cependant son mandat de conseiller municipal jusqu'à sa mort.
Conseiller général du canton d'Ajaccio-3 de 1985 à 1998, puis de celui d'Ajaccio-1 de 1998 à 2004, il est président du conseil général de la Corse-du-Sud de mars 1998 à mars 2001.
Il siège également comme député de Corse-du-Sud entre octobre 1994 et septembre 1995, en remplacement de José Rossi, entré au gouvernement d'Édouard Balladur, dont il était le suppléant.
Retiré dans les Landes, il meurt en 2005 des suites d'une crise cardiaque.